# Hart (Gemeinde St. Georgen am Ybbsfelde)
Hart ist eine Ortschaft in der Marktgemeinde St. Georgen am Ybbsfelde im Bezirk Amstetten, Niederösterreich.

## Geografie
Die Ortschaft befindet sich im niederösterreichischen Alpenvorland, im Westen des Mostviertels und östlich von Amstetten. Am 1. Jänner 2024 zählte die Ortschaft 474 Einwohner.

## Geschichte
Laut Adressbuch von Österreich waren im Jahr 1938 in Hart ein Gastwirt, ein Marktfahrer und einige Landwirte ansässig.